# Blok 23 (Nový Bělehrad)

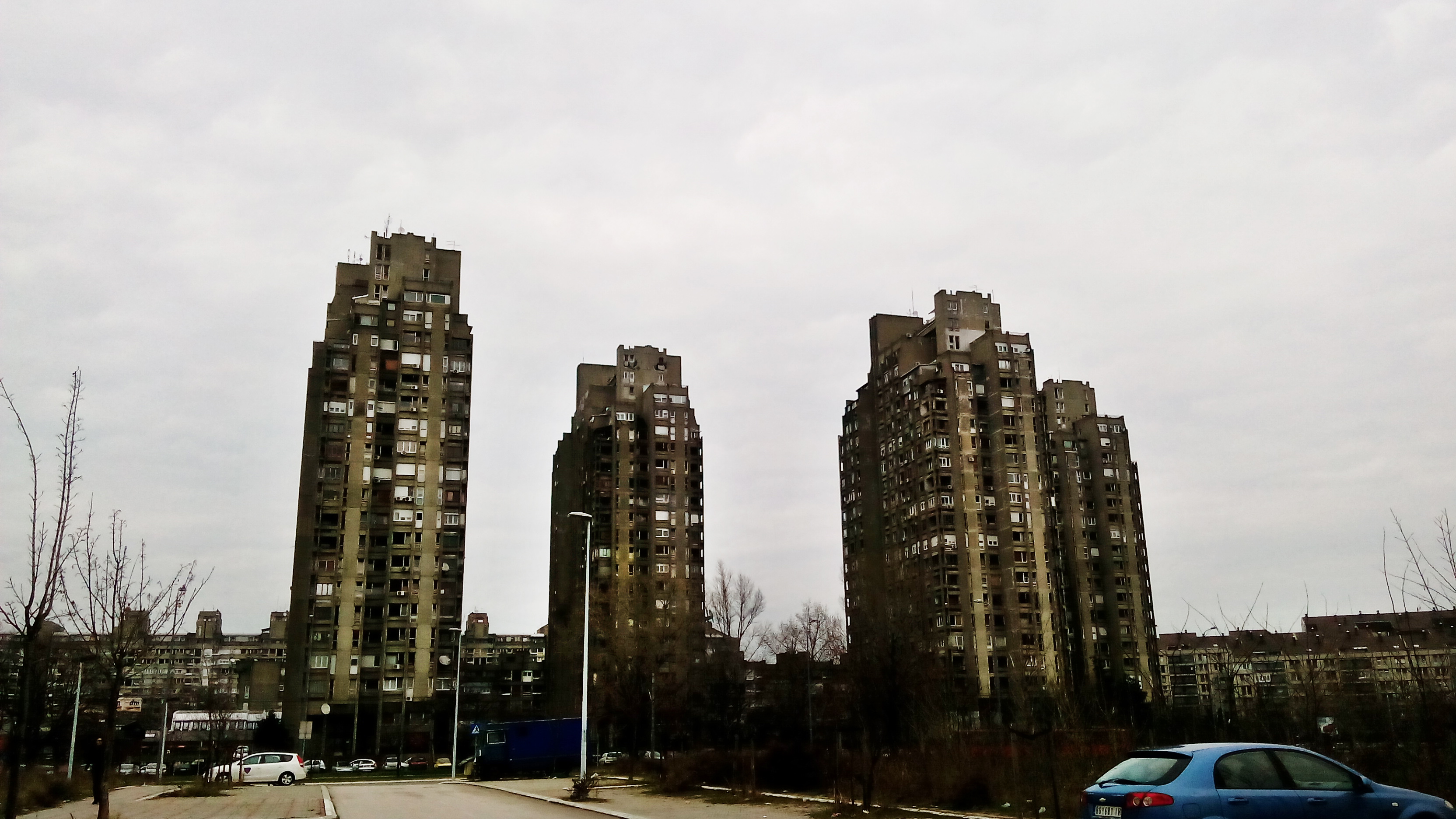
Výškové budovy bloku 23.

Blok 23 (v srbské cyrilici Блок 23) se nachází v Novém Bělehradě, západně od centra srbské metropole. Je vymezen ulicemi Antifašističke borbe (ze západu), bývalou dálnicí Bratrství a jednoty (ze severu), ulicí Milentija Popovića (z východu) a bulvárem Miletina Milankovića (z jihu). Nachází se v blízkosti železniční stanice Novi Beograd.
Blok tvoří několik dlouhých panelových domů, které byly umístěny po jeho obvodu. Tyto domy mají vnitřní atrium, do kterého jsou v jednotlivých bytech orientovány kuchyně a koupelny; obytné části bytů (ložnice a pokoje) jsou směřovány buď do středu bloků, nebo ven. 
V jižním cípu se potom nacházejí vysoké věžové domy o šestnácti patrech, které vznikly podle návrhu architektů Aleksandra Stepanoviće, Branislava Karadžiće a Božidara Jankoviće. V centrální části bloku se nachází školka a základní škola Lazy Kostiće.
Budovy z bloku 23, včetně základní školy, patří mezi ukázky jugoslávského brutalismu.